# Жаба (Опольське воєводство)
Жаба (пол. Żaba) — село в Польщі, у гміні Намислув Намисловського повіту Опольського воєводства.
Населення — 279 осіб (2011).

## Демографія
Демографічна структура станом на 31 березня 2011 року:
|          | Загалом | Допрацездатний вік | Працездатний вік | Постпрацездатний вік |
| -------- | ------- | ------------------ | ---------------- | -------------------- |
| Чоловіки | 141     | 25                 | 99               | 17                   |
| Жінки    | 138     | 23                 | 80               | 35                   |
| Разом    | 279     | 48                 | 179              | 52                   |